# Château d'Épierre (Savoie)
Pour les articles homonymes, voir Château d'Épierre.
Le château d'Épierre est une ancienne maison forte du XIIe siècle, reconstruite au XIVe siècle, et, restaurée aux XVIe ou XVIIe siècle, centre de la seigneurie d'Épierre, élevée au rang de baronnie, dont les ruines se dressent sur la commune d'Épierre dans le département de la Savoie en région Auvergne-Rhône-Alpes.

## Situation
Le château d'Épierre est situé dans le département français de la Savoie sur la commune d'Épierre, au nord-est, dans la partie haute du bourg, et surveillait l'étroit passage sur la rivière Arc. Sa position lui permet notamment de surveiller le passage vers le col du Grand Cucheron.

## Histoire
Le château est construit au XIIe et XIIIe siècles.
Il est, entre les XVe et XVIe siècles, aux mains de la famille de La Chambre. Le 13 juillet 1419, le comte Urbain de La Chambre est investi du fief et de la juridiction par le duc Amédée VIII de Savoie.
En 1454, ou 1465, Aymon de Seyssel, comte de La Chambre, fils de Marguerite de La chambre, sœur de Gaspard, et de Jean de Seyssel, maréchal de Savoie, est investi du château, Gaspard de La Chambre étant mort sans postérité.
Jean de La Chambre, petit-fils du précédent, prend, en 1543,, le titre de seigneur d'Épierre. Après lui, son fils Jean de La Chambre en est investi, en 1566, et encore en 1573. René de La Chambre, fils aîné de Jean, mort aux armées en Piémont, en 1552, avait légué par testament, daté de Verceil, le château à son frère Jean.
Jean ruiné, en 1573, le fief, avec le titre de baron, d'Épierre est acheté, le 14 novembre 1576, par François et Jean Brunet de Montmélian, associé dans l'acte d'inféodation à Louis de La Rochette.
Le château est la possession, en 1605, de Gabriel de Villanes, comte de Tours et Bois, qui a épousé Jeanne-Louise Brunet, mariée en premières noces à Jean de Livron. De cette deuxième union naissent deux fils, Gaspard et Claude de Villanes ; le château, ainsi que le titre, échoit à leur fils aîné Gaspard de Villanes.
En 1630, le fief est entre les mains de Pierre de Tignac (†1658), fils de Jeanne Françoise de Villanes, par son mariage avec Antoinette Brunet ; il est à cette date baron d'Épierre. Leur fille, Melchiotte de Tignac, mariée à Gaspard de Verdon, prend, au décès de son père, le titre de baronne du Bois et d'Épierre. Elle et son mari vendent la seigneurie à Emmanuelle de Ville de Chambéry, sénateur de Savoie, qui prend le titre de Baron d'Épierre en 1683.
Le château, mais pas le titre, entretemps, a été vendu, le 6 septembre 1676, pour la somme de 27 000 florins, aux « syndics, conseillers et communiers, manants et habitants d'Épierre ». Le château est à cette époque pratiquement à l'état de ruine. Le baron Charles Emmanuel de Ville sera, en 1725, le dernier à en porter le titre.

## Description
Une enceinte quadrangulaire, formée de deux corps de logis parallèles reliés par une courtine, comprend une chapelle et un tour-résidence, qui en occupe l'angle occidental, disposés autour d'une étroite cour intérieure. Au sud-est une vaste enceinte rectangulaire, à l'origine fossoyée, clôture une basse-cour.
La partie la plus ancienne, fin XIIe siècle début XIIIe siècle, est un bâtiment quadrangulaire qui fait corps avec le mur d'enceinte de la basse-cour. Il est couronné d'un ouvrage crénelé, tout comme le mur d'enceinte de la cour qui lui est complété par un chemin de ronde. Il est construit en appareil irrégulier constitué de galets et assemblé par endroits en « opus spicatum », alterné par des bandes de pierres plates. Il aurait abrité la domesticité, ainsi que les écuries et des granges , etc. Dans le mur qui surplombe la cour, on note la présence d'une petite fenêtre carrée en tuf, qui confirmerait son antériorité. À ce bâtiment a été accolé le porche d'entrée.
Le logis seigneurial a été daté de 1335-1350 par dendrochronologie. Il est en appareil plus régulier que noie un mortier épais. Les angles ainsi que les séparations d'étages sont renforcés par un chaînage en tuf. Il est coupé en deux par un corridor et ce à chaque niveau. Au-dessus de la porte d'entrée de ce bâtiment, le corridor du premier étage est éclairé à ses deux extrémités par une fenêtre géminée ogivale trilobée, divisée par une colonnette à chapiteau surmonté d'une rose trilobée, le tout complété par un encadrement en arc brisé. Celle qui donne sur la cour est la mieux conservées des deux.
L'intérieur quant à lui fait présumer une reconstruction du XIVe siècle et une restauration des XVIe siècle ou XVIIe siècle.

## Événements marquants
Au cours du XXe siècle, le château d'Épierre fût utilisé pour divers événements : 
- En 1986, il fut le lieu de tournage de plusieurs scènes de Guillaume Tell (série télévisée, 1987). Cette série TV retraçant la vie et l'histoire de Guillaume Tell fut diffusée sur France 3 à partir du 02 octobre 1988 (à l'époque FR3). La cour intérieure ainsi que le terrain environnant furent entièrement aménagés pour l'occasion, reproduisant alors diverses habitations Moyenâgeuses. Les lieux ont notamment servi à reproduire le village d'enfance de Guillaume Tell, la taverne ou encore le saut d'évasion du héros (visible dans le générique d'ouverture de la série). Le tournage dura plusieurs mois[8].

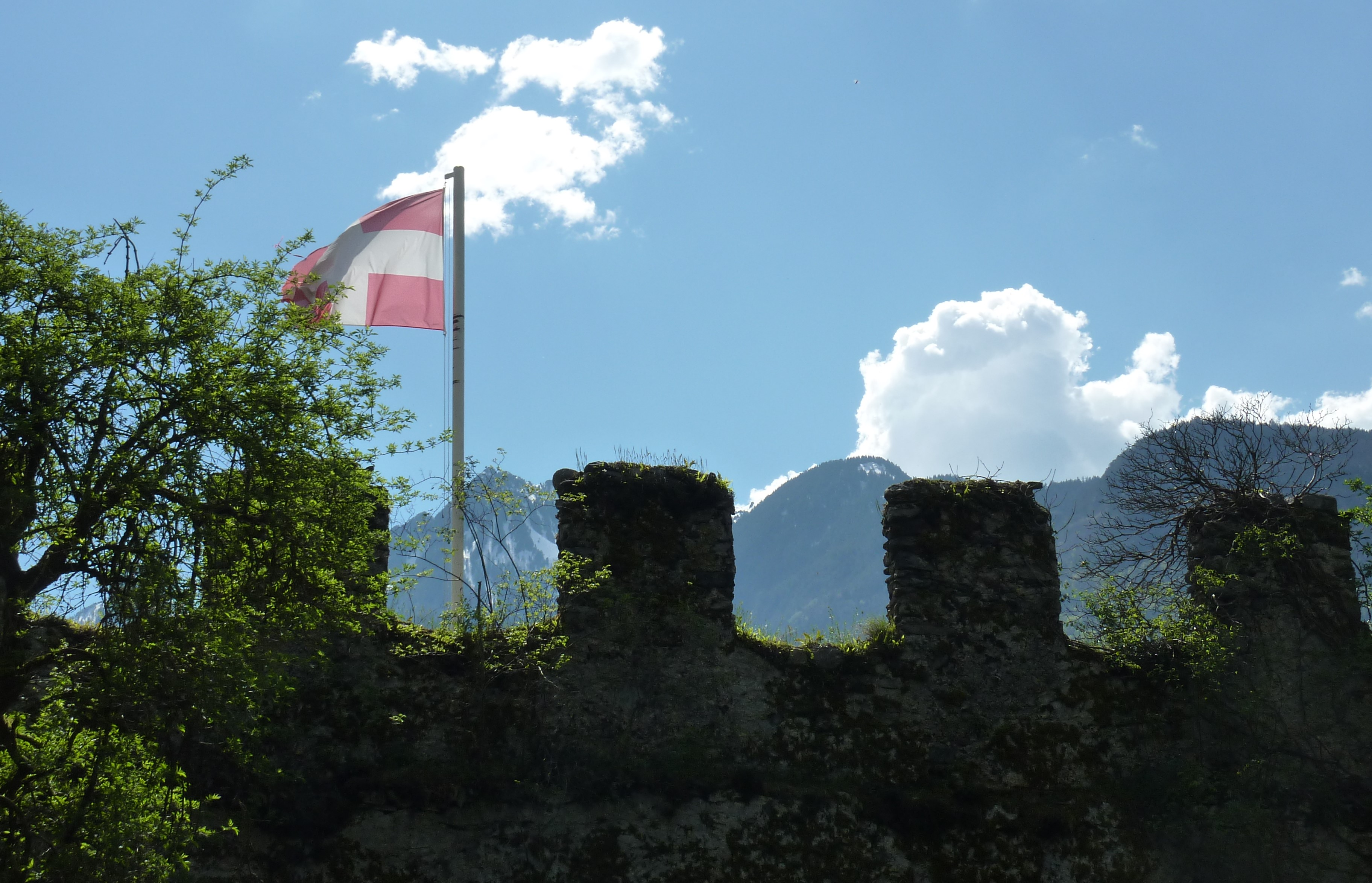
Drapeau de la Savoie flottant au dessus des crénelures du château d'Épierre

- En 1989, les portes du château s'ouvrirent pour accueillir la fête du bicentenaire de la Révolution organisé pour la célébration du 200e anniversaire de la Révolution, plus particulièrement de la prise de la Bastille le 14 juillet 1789, et de la Déclaration des droits de l'homme et du citoyen le 26 août 1789. Une plaque commémorative fixée sur le mur bordant la route témoigne de cet événement. Cette date fut également l'occasion de célébrer l'anniversaire de l'annexion de la Savoie à la France (1860). À cette occasion, un mât de plusieurs mètres de haut fut installé devant les crénelures du château, avec à son sommet, le drapeau de la Savoie. De nos jours, ce drapeau continu de flotter.